# Lolita Sevilla
Ángeles Moreno Gómez, coneguda artísticament com a Lolita Sevilla (Sevilla, 20 de març de 1935 - Madrid, 16 de desembre de 2013) fou una cantant i actriu espanyola.